# Нефёдов, Александр Петрович
Александр Петрович Нефёдов (род. 22 марта 1955 года, в городе Ардатов, Мордовской АССР, РСФСР) — российский политический и государственный деятель, глава городской администрации — Глава города Новокуйбышевск (1992—2007), вице-губернатор — председатель Правительства Самарской области (20.05.2019 ушел в отставку с поста Вице-губернатора — председателя правительства Самарской области по собственному желанию.).

## Биография
В 1975 году окончил «Новокуйбышевский нефтехимический техникум».
В 1984 году заочно окончил «Куйбышевский политехнический институт».

### Трудовая деятельность
1975—1989 год — оператор, мастер, инженер-технолог, начальник установки, заместитель начальника цеха, заместитель начальника производства, заместитель секретаря заводского партийного комитета КПСС на «Новокуйбышевском НПЗ».
1989—1990 год — председатель Новокуйбышевского городского комитета народного контроля.
1990—1991 год — заместитель главного инженера «Новокуйбышевского НПЗ».
1990—1992 год — народный депутат, председатель Новокуйбышевского горсовета народных депутатов.
16 ноября — 06 декабря 1991 год председатель Новокуйбышевского горисполкома.
1992—2007 год — глава администрации города, глава города Новокуйбышевск, трижды подряд избирался главой города, по итогам выборов 2004 года получил 64,47 % (31 482 голосов)
1994—2007 год — депутат Самарской губернской думы трёх созывов.
2007—2019 год — первый вице-губернатор — председатель Правительства Самарской области. Впервые был назначен Распоряжением Губернатора Самарской области К. А. Титовым, сохраняя свой пост при губернаторах В. В. Артякове, Н. И. Меркушкине, Д. И. Азарове
С 2019 года трудится советником Главы городского округа Новокуйбышевск.

### Семья
- Женат вторым браком, вторая супруга — Перемышлина Татьяна Владимировна (род. 1970), в период с 1999 по 2008 годы была председателем правления Тольяттинского ООО «Потенциалбанк», с 2009 года по настоящее время — управляющий самарским филиалом ПАО «Промсвязьбанк».[5][6] с 2021 года старший вице-президент — управляющий Санкт-Петербургским филиалом ПАО «Промсвязьбанк».[7]

- Двое сыновей от первого брака, старший сын Александр — управляющий Новокуйбышевским филиалом ОАО «Первобанк»[8], младший сын — Дмитрий.